# Sabeolguk-myeon
Sabeolguk-myeon (koreanska: 사벌국면) är en socken i den centrala delen av Sydkorea, 160 km sydost om huvudstaden Seoul. Den ligger i kommunen Sangju i provinsen Norra Gyeongsang.
Socknen fick det nuvarande namnet 1 januari 2020. Dessförinnan hette den Sabeol-myeon (사벌면).